# 테스 르되
테스 르되(프랑스어: Tess Ledeux, 2001년 11월 23일~)는 프랑스의 프리스타일 스키 선수로 주 종목은 슬로프스타일과 빅에어이다. 올림픽에 2회 참가했으며 2022년 동계 올림픽 빅에어 종목에서 은메달을 획득했다. 또한 세계 선수권 대회에서 금메달 3개 획득했다.